# Territorialprälatur Loreto
Die Territorialprälatur Loreto (lateinisch Territorialis Praelatura ab Alma Domo Lauretana) in Italien wurde am 11. Oktober 1935 als Apostolische Administratur errichtet und gehört der Kirchenprovinz Ancona an. Am 24. Juni 1965 erhob Papst Paul VI. die Administratur zur Territorialprälatur.
Die Prälatur umfasst das Heiligtum Loreto und den gleichnamigen Ort.

## Liste der Prälaten von Loreto
- Gaetano Malchiodi (1935–1960)
- Angelo Prinetto (1961–1965)
- Aurelio Sabattani (1965–1971)
- Loris Francesco Capovilla (1971–1988)
- Pasquale Macchi (1988–1996)
- Angelo Comastri (1996–2005)
- Gianni Danzi (2005–2007)
- Giovanni Tonucci (2007–2017)
- Fabio Dal Cin (seit 2017)

## Weblinks

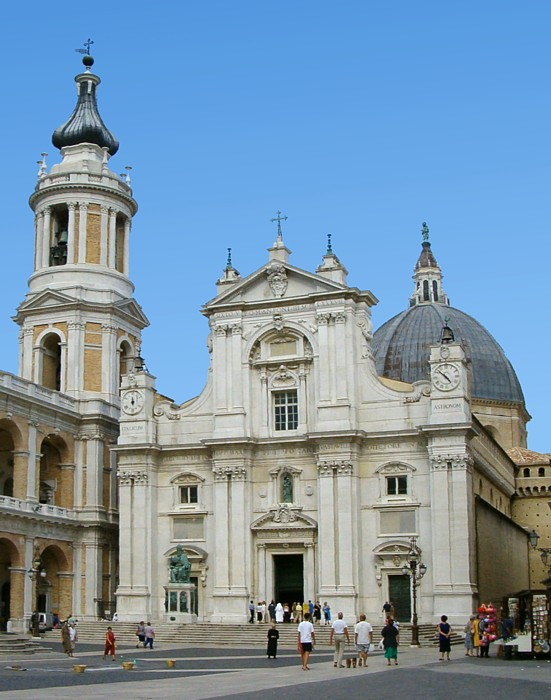
Basilika vom Heiligen Haus in Loreto